# Osne-le-Val
Osne-le-Val è un comune francese di 285 abitanti situato nel dipartimento dell'Alta Marna nella regione del Grand Est.

## Società

### Evoluzione demografica
Abitanti censiti